# LIVE IN 武道館
『LIVE IN 武道館』（ライブ・イン・ぶどうかん）は、EARTHSHAKERのライブ・アルバム及び映像作品。

## 映像作品

### 概要
1986年1月16日に、「PASSION TOUR」のフィナーレとして行われた自身初の日本武道館公演の模様を収録している。
制作は東映ビデオ、販売は東映が行っている。
2008年11月5日には、デビュー25周年を記念して、DVD化され再発売した。

### 収録曲
1. MORE
2. 記憶の中
3. ざわめく時へと
4. WHISKY AND WOMAN
5. MIDNIGHT FLIGHT
6. 夢の果てを
7. THE NIGHT WE HAD
8. 流れた赤い血はなぜ!～ドラム・ソロ
9. TAKE MY HEART
10. T-O-K-Y-O
11. RADIO MAGIC
12. FUGITIVE
13. COME ON
14. ありがとう君に

## アルバム

### 概要
自身初のライブ・アルバム。
1986年1月17日に、「PASSION TOUR」のフィナーレとして行われた日本武道館公演の模様を収録してい
る。
2007年3月7日には、廉価盤として再発売した。
2010年10月6日には、以前のCD化ではカットされていた2曲を収録し、メンバー立会いのもと、リマスタリングを行い、紙ジャケット、SHM-CD仕様で再発売した。
2017年11月8日には、Blu-spec CD仕様で再発売した。

### 収録曲

#### DISC 1
1. MORE
2. 記憶の中
3. ざわめく時へと
4. WHISKY AND WOMAN
5. MIDNIGHT FLIGHT
6. 夢の果てを
7. THE NIGHT WE HAD

#### DISC 2
1. 流れた赤い血はなぜ!～ドラム・ソロ[注 1]
2. TAKE MY HEART
3. T-O-K-Y-O
4. RADIO MAGIC
5. FUGITIVE[注 1]
6. COME ON